# Pavel Kuznetsov
Pavel Viktorovitch Kuznetsov (10 de julho de 1961, em Strunino, Oblast de Vladimir) é um russo, campeão mundial e olímpico em halterofilismo, pela União Soviética.
Pavel Kuznetsov ganhou medalha de ouro, na categoria até 100 kg, no Campeonato Europeu e Mundial de 1983, em Moscou, que foram organizados como um único evento. Seu compatriota, o halterofilista Alexandr Popov levantara 187,5 kg no arranque; Kuznetsov 182,5 kg. Popov levantou 235 kg no arremesso, concluindo com um total de 422,5 kg. Kuznetsov, entretanto, levantou 240 kg no arremesso, e como era 750 g mais leve do que Popov, ficou com o ouro.
Pouco antes dessa competição, em 27 de julho de 1983, também em Moscou, Kuznetsov superara em 0,5 kg o recorde mundial no arremesso, da categoria até 100 kg, por Iuri Zakharevitch, levantando 240,5 kg.
Em 17 de março de 1984, em Minsk, Kuznetsov supera seu próprio recorde no arremesso — levanta a marca de 241 kg. Pouco depois, em 15 de setembro de 1984, em Varna, ele supera esse recorde em 0,5 kg (depois somente o Alexandr Popov superaria essa marca em 1 kg).
No Campeonato Mundial de 1985 ele fica em segundo lugar, com um total de 407,5 kg (185 kg no arranque e 222,5 no arremesso), depois do húngaro Andor Szanyi (415 kg — 185+230).
No Campeonato Mundial de 1987 consegue a marca de 422,5 kg (192,5+230), supera o romeno Nicu Vlad (420 kg, primeiro lugar no arranque com 192,5, pois era 200 g mais leve) e fica com o ouro.
Nos Jogos Olímpicos de 1988, em Seul, Kuznetsov levanta 425 kg no total, 190 no arranque e 235 no arremesso (recordes olímpicos da categoria) e consegue o ouro olímpico.
No campeonato de 1989, ainda competindo na categoria até 100 kg, ele ficou em terceiro lugar, com a marca de 400 kg (180+220).